# Aeropuertos de Tailandia Compañía Pública Limitada

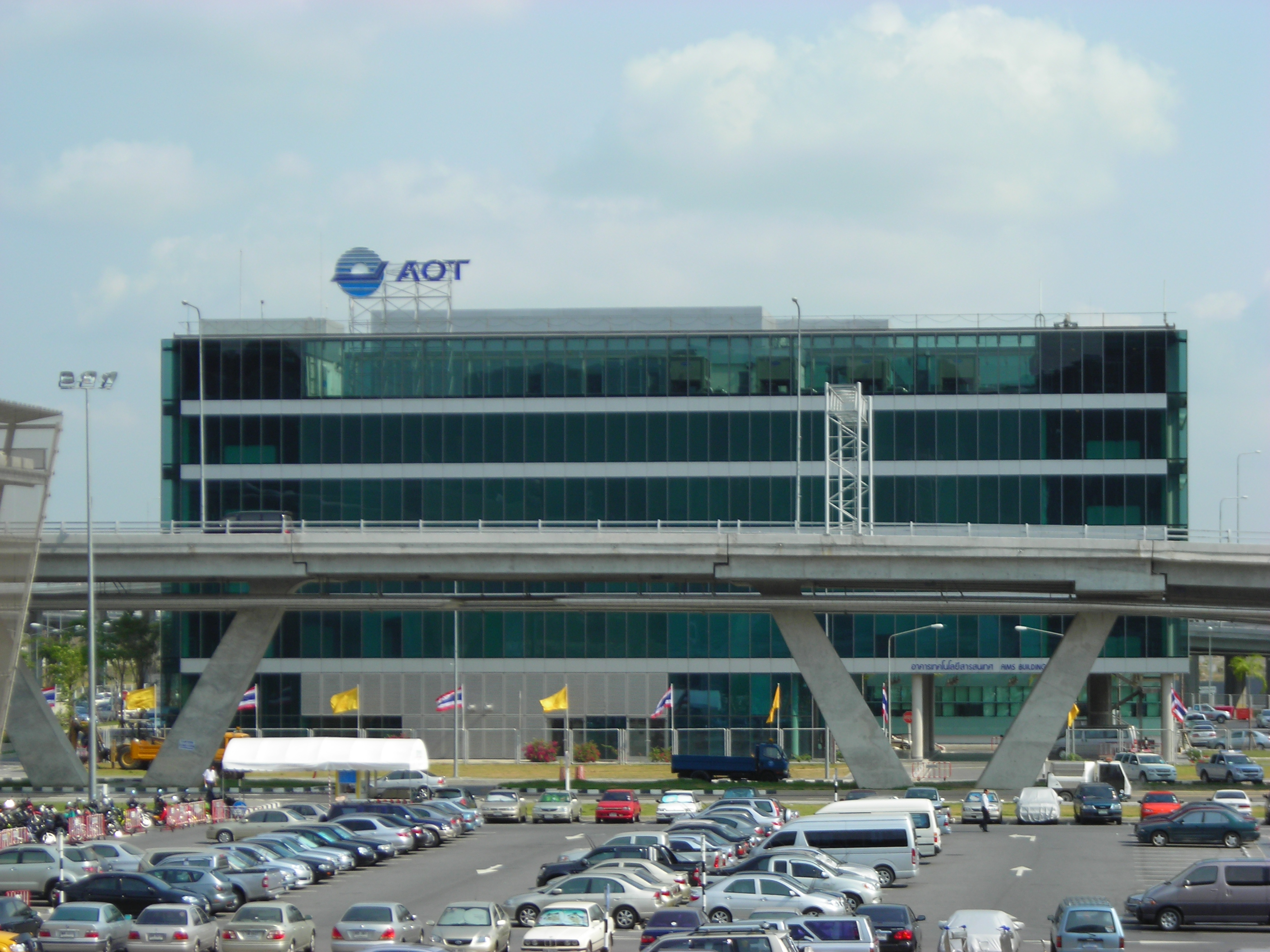
Aeropuertos de Tailandia Edificio PCL AIMS (Sistema de gestión de información aeroportuaria) en el aeropuerto internacional de Suvarnabhumi, cerca de Bangkok.

Aeropuertos de Tailandia Compañía Pública Limitada (AOT por sus siglas en inglés, en tailandés บริษัท ท่าอากาศยานไทย จำกัด) es la autoridad aeroportuaria a cargo de los seis aeropuertos internacionales de Tailandia.
La compañía a cargo de los aeropuertos, que también se encarga de distintos servicios relativos a la operativa aeroportuaria, tiene como principal accionista al Ministerio de Finanzas tailandés, con el 70% de la participación, mientras que el resto está en manos de institutos e inversores minoristas.
Las oficinas centrales se encuentran en Bangkok, en la calle Cherdwutagard, Srikan, distrito Don Mueang.
La AOT también es accionista de nueve compañías proveedoras de servicios y productos relacionados con su función: las empresas encargadas de los hoteles de los aeropuertos Suvarnabhumi y Don Mueang, el Airport Duty Free Company Limited, Thai Aviation Refuelling Company Limited, la compañía de cáterin aéreo Phuket, Airport Associated Company Limited, Bangkok Aviation Fuel Service Public Company Limited, Thai Airports Ground Services Company Limited, y Trade Siam Company Limited.

## Aeropuertos que administra
- Aeropuerto Internacional Suvarnabhumi
- Aeropuerto Internacional Don Mueang
- Aeropuerto Internacional de Chiang Mai
- Aeropuerto Internacional de Hat Yai
- Aeropuerto Internacional de Phuket
- Aeropuerto Internacional Mae Fah Luang-Chiang Rai

## Historia
La Autoridad Aeroportuaria de Tailandia (AAT) fue creada el 1º de julio de 1979 para hacerse cargo del Aeropuerto Internacional Don Mueang, entonces el único en la capital Bangkok. El Departamento de Aviación Civil transfirió al control de la AAT, en 1988, los aeropuertos Chiang Mai (el 1º de marzo), Hat Yai (el 26 de agosto), Phuket (el 8 de octubre) y el Aeropuerto Internacional Mae Fah Luang-Chiang Rai (el 2 de octubre).
La ATT cambió su estatus legal el 30 de septiembre de 2002, cuando pasó a llamarse Aeropuertos de Tailandia Compañía Pública Privada.
Desde el 24 de septiembre de 2006 también tiene el control del entonces flamante Aeropuerto Internacional Suvarnabhumi, desde allí el primer aeropuerto de Tailandia en cuanto a número de pasajeros anuales.